# Любекский мир
Любекский мир (нем. Lübecker Frieden) — мирный договор, заключённый в Любеке 22 мая 1629 года между Данией и Священной Римской империей и закончивший Датский период Тридцатилетней войны. Договор был подписан представителями датского короля Кристиана IV и имперским полководцем Валленштейном.
После подписания Любекского мира, Дания, выступавшая на стороне антигабсбургской коалиции была вынуждена выйти из войны, проиграв ряд  сражений. Датский король Кристиан IV обязался выйти из войны и получил право принимать участие в делах империи только как имперский князь и герцог Шлезвиг-Гольштейна. Так же при подписании мира, стороны  договорились об обмене военнопленными и отказывались от требований возмещения ущерба и контрибуций. Занятый войсками Валленштейна Шлезвиг-Гольштейн был возвращён датской короне.

## История
Стараясь не допустить усиления позиций императора Фердинанда II Габсбурга на побережье Северного и Балтийского морей, король Дании Кристиан IV весной 1625 начал против него военные действия.
Преследуя цель распространить своё влияние на северо германские земли, Кристиан IV, предпринял попытку занять Центральную Германию.
- 25.04.1626 года, войска Дании потерпели поражение от армии Валленштейна в сражении при Дессау.
- 27.8.1626 от сил Католической лиги 1609 в битве при Луттере и отступили на север[2].

Датская армия отходит  в Ютландию, имперская армия занимает Мекленбург и Померанию. Благодаря господству датского флота на море, король дании Кристиан IV бежит на острова, недоступные для имперских войск.
В самом начале 1629 года Швеция вступает в войну против Священной Римской империи, это вынуждает Валленштейна заключить договор на относительно лёгких и выгодных для Дании условиях.